# Roma Aeterna
Roma Aeterna is een Nederlandstalig wetenschappelijk tijdschrift gewijd aan Rome. 
Het tijdschrift bestaat sinds 2013, verschijnt tweemaal per jaar en wordt uitgegeven door de Stichting Roma Aeterna. Volgens het eerste nummer van het blad heeft Roma Aeterna als doel 'om materiaal over Rome en haar geschiedenis in de volle chronologische breedte en over disciplinaire grenzen heen samen te brengen, inzichtelijk te maken en overzichtelijk te presenteren.' De inhoud van het tijdschrift bestaat hoofdzakelijk uit oorspronkelijk populair-wetenschappelijk werk, met name op gebied van de archeologie, geschiedenis en kunstgeschiedenis, aangevuld met literaire, kunstzinnige en journalistieke bijdragen. Op de website van het blad verschijnen daarnaast recensies.
Roma Aeterna is ontstaan als afstudeerdopdracht van studenten die aan de Radboud Universiteit te Nijmegen de inmiddels opgeheven interdisciplinaire masterstudie Roma Aeterna volgden, een programma dat onder leiding stond van Olivier Hekster en Peter Raedts. Twee van deze studenten, Joep Beijst en Raphael Hunsucker, vormden dit afstudeerwerk vervolgens om tot tijdschrift en vervulden de rol van eerste hoofdredacteurs. 
Het tijdschrift werkt nauw samen met het Koninklijk Nederlands Instituut Rome. 